# تكاثر النبات
تكاثر النبات (بالإنجليزية: Plant reproduction)‏ هو وسيلة انتشار وامتداد في النباتات في مناطق جديدة.
تتكاثر النباتات بطريقتين رئيسيتين هما:تكاثر جنسي ولاجنسي
ويختلف هذا التكاثر بين النباتات الزهرية واللازهرية .

## التكاثر الجنسي عند النبات
يوجد هذا النوع من التكاثر لدى النباتات المزهرة وعاريات البذور، ويسفر عادة عن تكوين بذرة. تقوم النباتات البذرية بتكوين بذورها ضمن ثمرة حقيقية. بالتالي فهي تحمل الأعضاء التكاثرية في الزهرة. يحتوي المتاع على البويضة التي ستعطي بدورها الثمرة بعد حدوث التأبير واندماج واحدة من حبوب اللقاح معها.

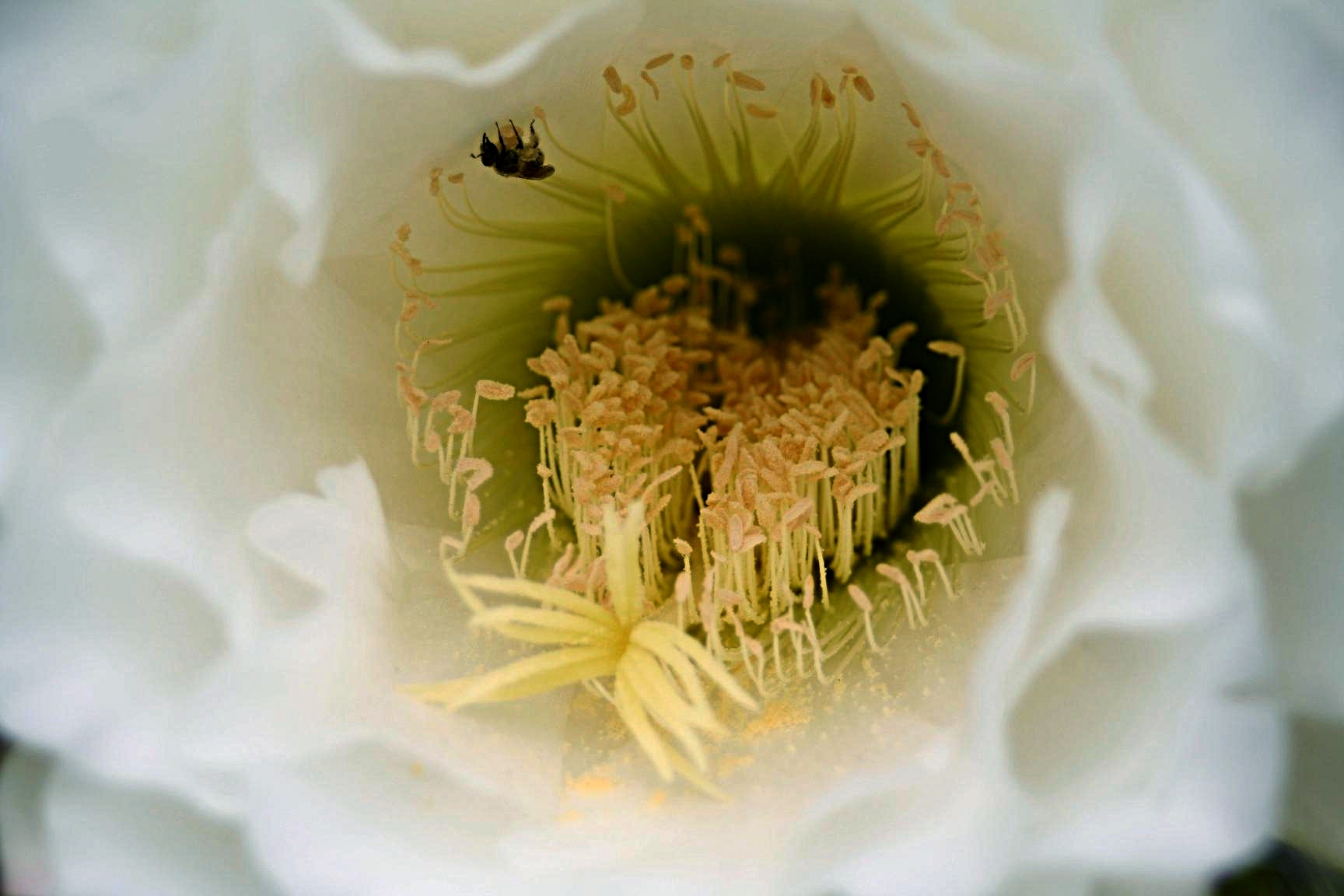
صورة عن قرب لزهرة صبار الزينة (Echinopsis spachiana) يظهر فيها كل من الأخبية (carpel) (الأقلام (styles) والمياسم (stigmas) فقط هي التي تظهر في الصورة) والأسدية (stamens)، مما يجعلها زهرة مثالية.

يسمى هذا النوع من التكاثر أيضا بالتكاثر الزهري، وهي عملية تكاثر بعض أنواع النباتات كالفول والجلبان والقوارص وصبار الزينة (Echinopsis spachiana). ولتعطي النبتة الزهرية نباتا جديدة يجب أن ينضج المئبر لتتناثر حبوب الطلع وتسقط على الميسم (التأبير)، فتنتش حبوب الطلع فتتكون أنابيب طلعية تخترق القلم وتصل إلى المبيض حاملة محتوى الامشاج الذكرية التي تتحد مع البويضات(الأمشاج الأنثوية)و تسمى هذه العملية الإخصاب. يسمى التكاثر جنسيا أو زهريا إذا جمع بين عنصرين: أنثوي وذكر...
إذا كانت الخلية النباتية تحتوي على (2n) من الصبغيات:
- تحتوي البويضة على (n) من الصبغيات،
- وتحتوي حبة واحدة من حبوب اللقاح على عدد (n) من الصبغيات،

وعند التلقيح تندمج المحتويات التكاثرية في البويضة وحبة اللقاح وتصبح الخلية المتكونة كاملة بعدد (2n) من الصبغيات (كروموزومات) وتسمى عندئذ خلية مخصبة.
والتأبير (التخصيب) في النبات نوعان:
- تأبير ذاتي يحدث في الزهرة أي أن تكتسب البويضة حبة من حبوب اللقاح من نفس الزهرة، أو
- تأبير يتم فيه تلقيح البويضة بحبة من حبوب لقاح نبات آخر من نفس النوع. تنتقل حبوب اللقاح من زهرة إلى زهرة إما عن طريق الريح أو بواسطة النحل، حيث تتعلق حبوب اللقاح بجسم النحلة عندما تنتقل من زهرة إلى أخرى.

### تقسيم النباتات من جنس الزهرة
تحتوي الزهرة على أربعة أجزاء رئيسية (قد لا تجتمع جميعاً في زهرة واحدة) هي:
- السداة: وهو عضو التذكير في الزهرة
- المتاع: وهو عضو التأنيث في الزهرة
- الكأس: وهو مجموع الكأسيات
- التويج: وهو مجموع البتلات

إذا احتوت الزهرة على الأجزاء الذكرية والأنثوية تسمى زهرة تامة (بالإنجليزية: Perfect flower)‏، واما إذا احتوت على الأجزاء الأربعة تسمى زهرة كاملة (بالإنجليزية: Complete flower)‏.
إذا لم تكن الزهرة تامة، يكون النبات جنسياً أحد نمطين:
- أحادي المسكن: وهو نوع نباتي يملك أزهاراً مذكرة ومؤنثة منفصلة على نفس النبات.
- ثنائي المسكن: وهو نوع نباتي يملك أزهاراً مذكرة ومؤنثة منفصلة على نباتات منفصلة (فيكون منه نبات مذكر ونبات مؤنث).

### التكاثر الجنسي في عاريات البذور
الصنوبريات أشجار طويلة عطرية أوراقها إبرية لا تسقط دفعة واحدة لذا يعد الصنوبر دائم الخضرة، أزهارها تأخذ شكلاً مخروطياً وهي منفصلة الجنس منها ما هو ذكري، ومنها ما هو أنثوي، وغالباً ما تظهر المخاريط المذكرة على الأغصان العالية في وقت مبكر، ثم تتبع بظهور المخاريط الأنثوية الفتية، وبما أن هذه المخاريط تتواجد على نبات الصنوبر الواحد فهو وحيد المسكن.
يبدو المخروط الذكري على شكل كتلة صغيرة صفراء اللون عند النضج، يرتكز على الساق بواسطة معلق، في قاعدته ورقة صغيرة تسمى القنابة، يتألف المخروط الذكري من محور ينتظم عليه بشكل لولبي عدد من الأسدية وكل سداة تتألف من حرشفة على وجهها السفلي كيسان طلعيان يمثلان المئبر، ينفتح عند النضج وتتحرر منه حبات الطلع.
يعد المخروط الذكري زهرة واحدة بسبب وجود قنابة واحدة

#### تشكل حبات الطلع
تنقسم كل خلية أم إلى حبات الطلع (2ن) الموجودة في الأكياس الطلعية الفتية انقساماً منصفاً معطية أربع خلايا أحادية الصيغة الصبغية (1ن) تمثل الأبواغ الدقيقة، تتمايز داخل الأكياس الطلعية إلى حبات طلع ناضجة.
تتكون أشكال من المخاريط المؤنثة المختلفة في العمر والنضج على الغصن ذاته.
1. المخروط الفتي

يتألف من محور، ينتظم عليه بشكل لولبي عدد من الأزهار المؤنثة كل منها تتكون من حرشفة تمثل خباءً مفتوحاً، على سطحها العلوي بذيرتان عاريتان تحت الحرشفة قنابة ولكل بذيرة لحافة واحدة تترك فتحة هي الكوة، تحيط اللحافة بنسيج مغذ يدعى النوسيل (2ن) تتوضع فيه خلية أم للأبواغ الكبيرة (2ن) تنقسم انقساماً منصفاً معطية أربع أبواغ كبيرة كل منها (1ن) تضمحل ثلاث منها وتبقى واحدة تنقسم لإعطاء نسيج مغذ آخر هو سويداء البذرة (الإندوسبرم) ثم تدخل البذيرة مرحلة سبات حتى ربيع العام القادم.
1. المخروط الناضج (مخروط السنة التالية)

تنضج فيه البذيرات حيث يظهر في كل بذيرة من (2-3) أرحام انطلاقاً من تمايز بعض خلايا الإندوسبرم يتكون كل رحم من عنق وبطن بداخله العروس الأنثوية (البويضة الكروية)
يتمثل النبات العروسي الذكري بحبات الطلع الناضجة بينما يتمثل النبات العروسي الأنثوي بالاندوسبرم والأرحام

#### التأبير والإلقاح
- التأبير انتقال حبات الطلع الناضجة من الأكياس الطلعية المتشققة في المخروط الذكري إلى كوى البذيرات الفتية الموجودة في المخروط المؤنث مباشرة وبواسطة الرياح
- انتاش حبة الطلع

تنفذ حبات الطلع من الكوة، وتلامس سطح النوسيل للبذيرة الفتية، فينمو لكل حبة طلع أنبوب طلعي انطلاقاً من الخلية الإعاشية ينغرس بالنوسيل متجهاً نحو الرحم، عندها يتوقف نمو المخروط المؤنث، وتنضم حراشفه حتى يتم نضج البذيرة في ربيع السنة التالية، عندها يستمر نمو الانبوب الطلعي ويدخل عنق الرحم، في هذه الأثناء تنقسم الخلية المولدة لحبة الطلع انقساماً خيطياً مشكلة نطفتين (عروسين مذكرتين)
- تشكل البيضة الملقحة (الإخصاب) تتمزق نهاية الأنبوب الطلعي، فتتحرر الخلية الإعاشية والنطفتان في بطن الرحم، أما النطفة الأولى فتتحد مع البويضة الكروية مشكلة بيضة ملقحة وأما النطفة الثانية والخلية الإعاشية فتتلاشيان.

#### مراحل تشكل البذرة
- تشكل الرشيم

تنقسم البيضة الملقحة داخل الرحم ثلاثة انقسامات خيطية متتالية مشكلة ثماني خلايا تتوضع في القسم السفلي من البيضة بشكل طبقتين في كل منهما أربع خلايا.
- تنقسم كل خلية من خلايا الطبقة العليا انقساماً خيطياً فتتشكل ثماني خلايا تتوضع في طبقتين
- تنقسم كل خلية من خلايا الطبقة السفلى إلى خيط معلق وخلية رشيمية، تتطاول المعلقات دافعة الخلايا الرشيمية في الإندوسبرم، ولكن لا يتمايز سوى رشيم واحد إلى رشيم نهائي مكون من جذير وسويقة وعجز (بريعم) وعدد من الفلقات غالباً ما يتراوح عددها بين (6-12) فلقة وذلك حسب النوع.
- تتحول لحافة البذيرة إلى غلاف متخشب مجنح للبذرة.
- يهضم الإندوسبرم النوسيل ويحتل مكانه، كما يتضخم نتيجة تراكم المدخرات المغذية (النشاء والبروتينات والزيوت) في خلاياه.
- تفقد البذرة الجزء الأكبر من الماء الموجود فيها، وهذا يفسر دخولها في حياة بطيئة بعد تشكلها.

تتكون الثمرة الواحدة من حرشفة (خباء مفتوح متخشب) يحمل في أعلاه بذرتين عاريتين، لذلك يعد المخروط المؤنث مجموعة من الثمار (تفاحة الصنوبر) تتباعد حراشفه فتنطلق البذور المجنحة في الهواء ثم تستقر في التربة.

## التكاثر اللاجنسي
التكاثر اللاجنسي أو الخضري شكل من أشكال تكاثر النبات التي لا تنطوي على انتصاف (انقسام ميوزي) أو إخصاب. يتم التكاثر الخضري تلقائياً عن طريق أجزاء مثل الرئد أو الجذمور، أو عن طريق الإنسان فيما يسمى بالإكثار الخضري.